# 奉天命三保下西洋
《奉天命三保下西洋》，明代杂剧，共四折，明万历年间著作，作者不详。《奉天命三保下西洋》为明代宫廷中常演出的剧目。人物有三保太监，王景弘，天妃娘娘，苏禄王，彭亨国王，波斯国王等。

## 版本
- 涵芬楼藏版 《孤本元明杂剧》
- 脉望馆抄本。1938年郑振铎获得脉望馆抄本，归入当时教育部。